# 山口郵便局 (山口県)
山口郵便局（やまぐちゆうびんきょく）は、日本郵便が2017年1月30日に山口県山口市深溝の山口物流産業団地内に開局した一般客向け窓口、ATMを持たないタイプの郵便局（地域区分局）である。

## 概要
住所：山口県山口市深溝200-10
山口県内の郵便番号には主に県東部を対象とする「74X-XXXX」と主に県西部を対象とする「75X-XXXX」という2つの大きな括りが存在し、前者のエリアは徳山郵便局が、後者のエリアは下関郵便局が、それぞれ地域区分局として管内の郵便物等の取り纏め、対外発送を請け負っていたが、これを集約し山口県内の郵便・ゆうパックの区分を行う地域区分専用局として新設されたものである。一般客向けの窓口などは「ゆうゆう窓口」も含め開設されない。仕分け業務に特化した郵便局としては、2015年に開局した東京北部郵便局（埼玉県和光市）に次いで全国2例目となるという。
開設当初は徳山郵便局の地域区分業務が移管され、下関郵便局の地域区分業務は2週間ほど遅れて2017年2月13日に移管された。

## 取扱業務
- 郵便番号が74・75で始まる地域発着の郵便物・ゆうパック類の差立・仕分け（地域区分局）。
- 北九州中央郵便局(地域区分局)から横持ちされたゆうパック類で、本州・四国地域の仕分け業務。

### 地域区分受持区域
- 山口県内全域